# فنجاني بيترسي
فنجاني بيترسي (الاسم العلمي: Peziza petersii) هو نوع من الفطريات يتبع جنس الفنجاني من فصيلة الفنجانية سمي هذا النوع نسبةً إلى عالم طبيعة الألماني فيلهلم بيترس.